# Sébastien Rogues
Sébastien Rogues, né le 18 avril 1986 à Paris, est un navigateur et skipper français. Après avoir navigué sur un mini 6.50 (de 2008 à 2011) et en Class40 (de 2012 à 2014) puis en trimaran Diam 24, catamaran GC32 et Flying Phantom qui sont des catamarans de type foiler, en 2019 il change de support pour passer aux multicoques : le trimaran Multi50.

## Biographie
Sébastien Rogues est né à Paris et passe son adolescence à Urrugne au Pays basque,. C'est là qu'il découvre la voile au sein du Yacht Club Basque. Il intègre l'équipe sport en 420 et participe à ses premières régates. Par la suite il passe sur Laser.
Sébastien Rogues débute la course au large en 2007 grâce à l'achat d'un Pogo 2 (numéro 552) du chantier Structure. Il engrange de l'expérience et débute ses premières courses. En 2008 il arrive deuxième de la Pornichet Select et de la Mini Barcelona. Après avoir coupé la ligne d'arrivée de la Pornichet Select, une vague fait gîter son voilier et il tombe à l'eau en pleine nuit. Il passe une heure et demie dans une eau à 12 degrés puis est miraculeusement secouru ; le vainqueur de la course ne le voyant pas arriver ayant appelé les secours.
En 2009, Sébastien Rogues participe pour la première fois à la Transat 6.50. Il part de La Rochelle avec 9 heures de retard pour réparer son bateau à la suite d'une collision et finit 14e de la première étape. Il se classe cinquième de la deuxième étape et huitième de la course. Sébastien Rogues termine premier du classement des bateaux de série de la classe Mini. Il remporte également le Trophée Marie-Agnès Péron.
En 2010, Sébastien Rogues passe au prototype Mini 6.50. Il navigue à bord du numéro 716, bateau construit par Henry-Paul Schipman. Il est sponsorisé par Eole Generation et GDF Suez.
En 2011, Sébastien Rogues remporte pour la seconde fois consécutive la Pornichet Select. Il se prépare pour sa seconde mini-transat. Alors qu'il remporte la première étape, il abandonne sur la seconde étape en raison d'une blessure et s'arrête au Cap Vert (Mindelo).
En 2012, toujours avec Eole Generation et GDF SUEZ comme partenaires, il change de type de bateau et passe sur un Class40 Akilaria RC2. Sa première course est la Solidaire du Chocolat, une transatlantique de 5 000 milles nautiques qu'il effectue avec Bertrand Delesne. Ils finissent 5e de l'épreuve. Il continue sur la côte ouest américaine et participe à l'Atlantic Cup, course en double reliant Charleston à Newport avec une escale à New York avec des régates côtières à Newport. Il termine 7e. Il rentre ensuite en France en course en participant à la Transat Québec-Saint-Malo et termine 3e de l'épreuve.
En 2013, Sébastien est toujours soutenu par GDF SUEZ et fait construire un Class40 de dernière génération, le Mach40 construit par le chantier JPS sur des plans de Samuel Manuard. Après un entraînement assez court, il finit premier de toutes les courses côtières en équipage : Record SNSM, ArMen Race et Grand Prix Guyader. À l’occasion des Sables - Horta, course en double partant des Sables d'Olonne et allant à Horta aux Açores, Sébastien Rogues finit premier des deux étapes. Il enchaîne ensuite avec le Rolex Fastnet Race, course en équipage, qu'il remporte également. Il remporte, en double avec Fabien Delahaye la Transat Jacques Vabre du Havre à Itajaï au Brésil. 

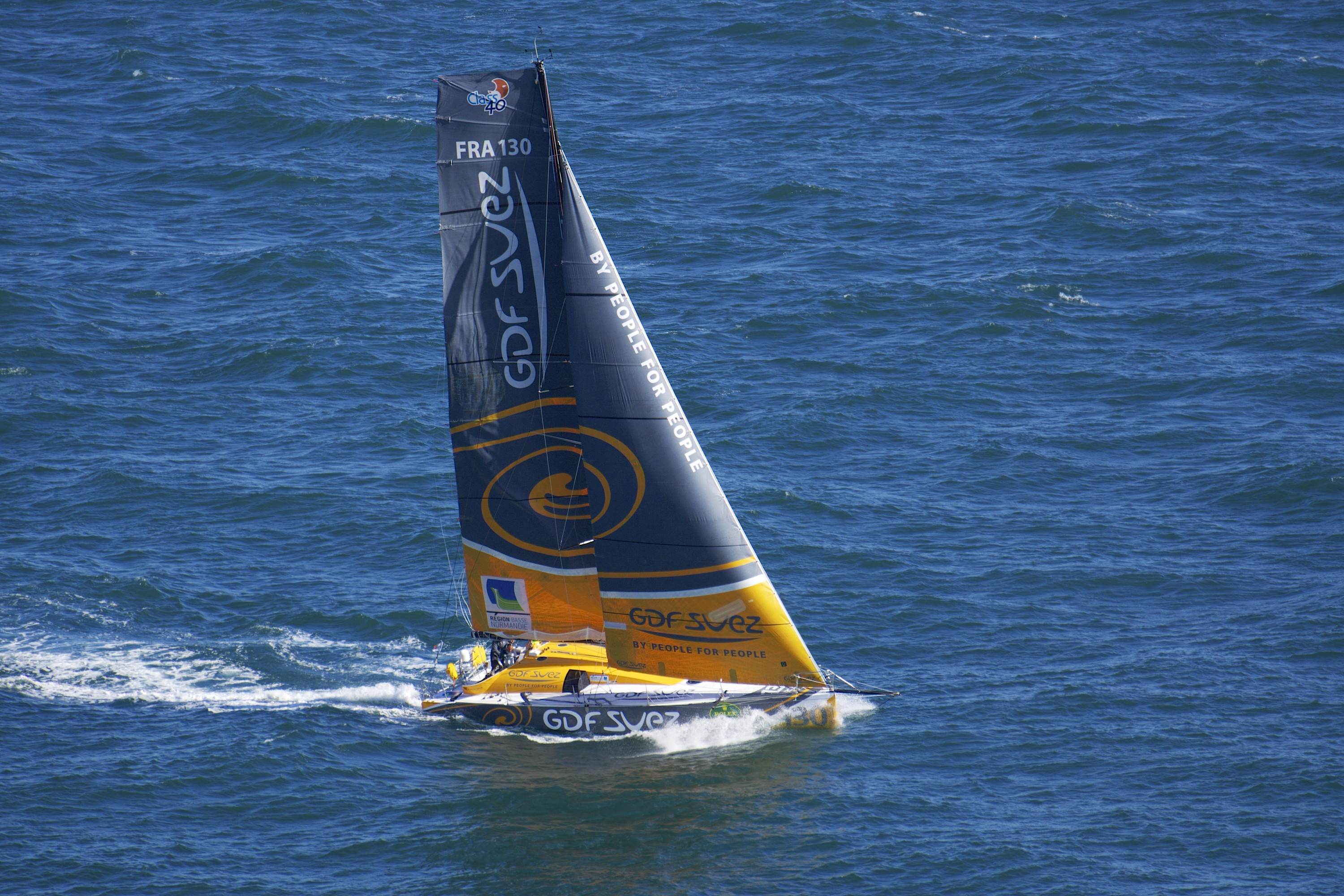
GDF-Suez de Sébastien Rogues en 2013.

Durant l'hiver 2013-2014, Sébastien optimise son Class40 toujours aux couleurs de GDF SUEZ en vue de la Route du Rhum. En 2014, afin de diversifier les supports qu'il utilise, il participe au Raid Martinique en Formule 18 ainsi qu'au championnat du monde Formule 18 qui se déroule en Irlande en double avec Matthieu Souben. Il participe également au Marseille One Design sur un catamaran "volant" (sur foil) GC32. Après avoir remporté toutes les courses d'avant saison, alors classé 1er de la Route du Rhum, il abandonne pour cause d'avarie de grand-voile et problèmes d'électronique.
De 2015 à 2017, Sébastien a décidé de changer de discipline pour s'attaquer aux bateaux volants et en particulier au GC32. Avec ENGIE son partenaire, ces trois saisons ont été sous le signe de l'apprentissage du multicoque et du foil. L'équipe terminera 5e des saisons 2015 et 2016 et 4e de la saison 2017.
En 2018, Sébastien a décidé de faire une pause d'un an à la suite de l'arrêt de son partenariat avec ENGIE. Après 10 belles années à courir les mers il a souhaité prendre un peu de recul et passer du temps en famille avec sa femme et ses deux jeunes enfants.
Puis au début de 2019, après 10 années à courir en monocoques en offshore puis en multicoques volants en inshore, Sébastien Rogues relève un nouveau défi : réunir les deux mondes dans lesquels il a évolué pour faire naître un projet sportif en Multi 50. Son ambition est grande : jouer aux avant-postes sur les courses de cette série et en particulier sur les événements phares comme la Transat Jacques Vabre et la Route du Rhum sous les couleurs de son sponsors titre : le groupe Primonial.
En 2021, il remporte la Transat Jacques-Vabre avec Matthieu Souben 

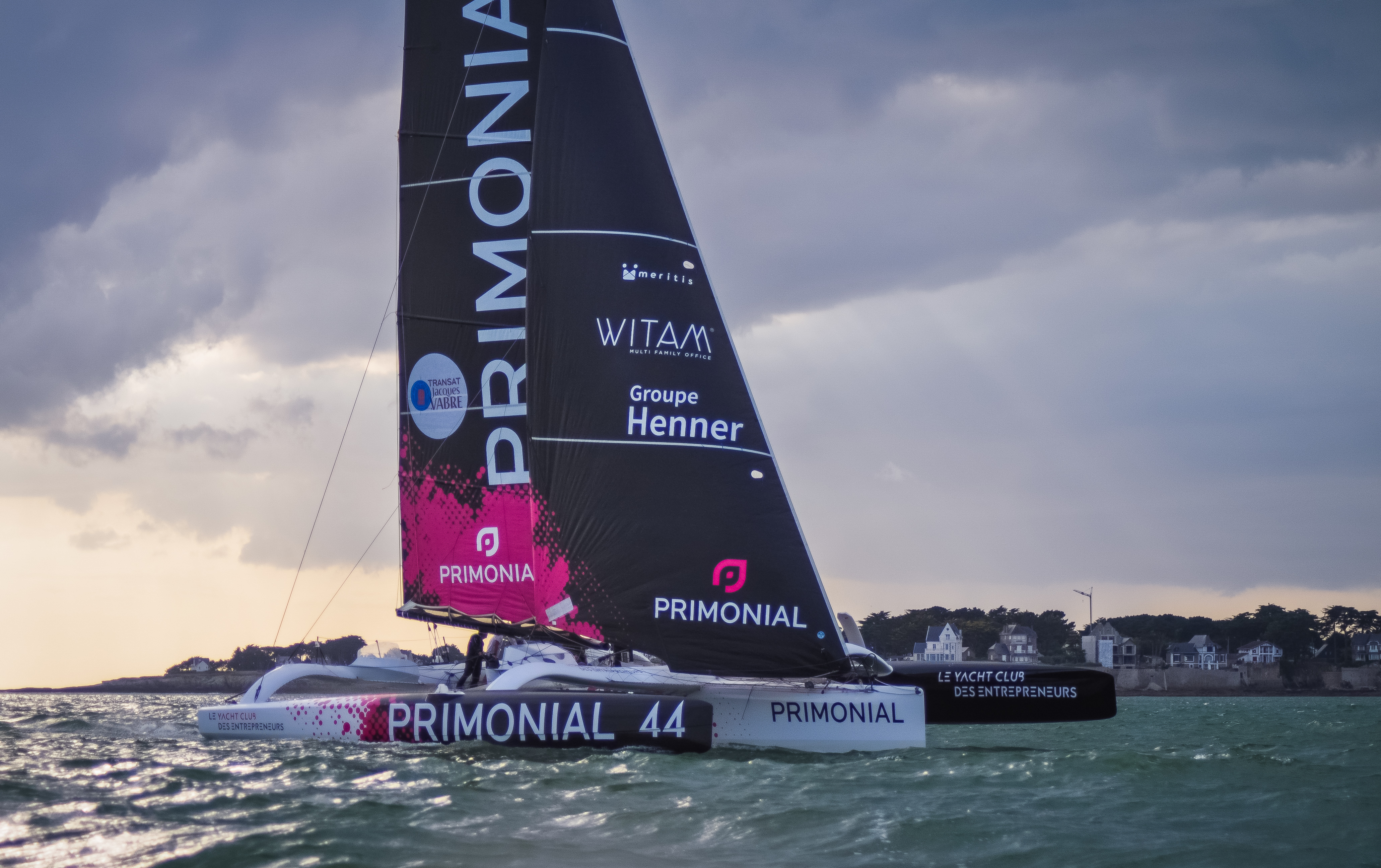
MULTI50 Primonial de Sébastien Rogues (baie de La Baule)

.

## Palmarès

### 2008
- 2e de la Mini Barcelona (Série 6.50)
- 4e du Challenge Mini (Série 6.50)
- 7e de la Mini Empurie (Série 6.50)
- 1er du Grand Prix du Crouesty (Mach 6.50, tacticien)
- 2e de la Pornichet Select (Série 6.50)
- 1er du Spi Ouest-France (Mach 6.50, tacticien)

### 2009 - Mini 6.50 Série
- 1er au classement annuel Classe Mini (Série)
- 8e de la Transat 6.50 (solo)
- 3e de la Transgascogne (solo)
- 2e du Mini-Fastnet (double)
- 1er du Trophée Marie-Agnès Péron (solo)
- 2e de la Chrono 6.50

### 2010
- 2e au classement annuel Classe Mini (Proto)
- 1er de la Mini Barcelona (double)
- 1er de la Mini Empuries (double)
- 5e de Les Sables-Les Açores-Les Sables[12]
- 1er de la Chrono 6.50 (solo)
- 3e de la Mini-Fastnet (double)
- 6e du Trophée Marie-Agnès Péron
- 1er de la Pornichet Select 6.50 (solo)
- 2e du Spi Ouest France (sur 15)

### 2011 - Mini 6.50 Proto
- 1er de la Pornichet Select 6.50 (solo)
- 2e du Trophée Marie-Agnès Péron (solo)
- 5e de la Transgascogne
- 1er de la première étape Transat 6.50 (solo)

### 2012
- 2e au classement annuel Class40
- 8e du Mondial Class40
- 7e de la Normandy Channel Race (Class40)
- 3e de la Transat Québec-Saint-Malo (Class40, en équipage avec Sébastien Marsset et Rémi Beauvais)
- 2e de la Chrono 6.50 (Classe Mini)
- 7e de l'Atlantic Cup (Class40, en double avec Jeffrey MacFarlane)
- 5e de la Solidaire du Chocolat (Class40, double)

### 2013 - Class40
- 1er au classement annuel Class40
- 1er de la Transat Jacques Vabre (en double avec Fabien Delahaye[13])
- 1er de la Rolex Fastnet Race (équipage)
- 1er des Sables-Horta-Les Sables (double)
- 1er du Grand Prix Guyader (équipage)
- 1er de l’ArMen Race (équipage)
- 1er du Record SNSM (équipage)

### 2014 - Class40
- 1er du Grand Prix Guyader (équipage)
- 1er du Tour de Belle-Île (équipage)
- 1er de la Normandy Channel Race (double)
- 1er de la Qualif SNSM Solidaire (solitaire)
- Retrait, à la suite d'avaries, de la Route du Rhum

### 2015 -GC32(catamaran à foils)
- 5e GC32 Bullitt Racing Tour
- 4e Marseille One Design
- 5e Trofeo di Roma Cup
- 4e Kiel Cup
- 4e Cowes Cup
- 4e Grand-Prix d’Autriche

### 2016
- 5e GC32 Riva Cup
- 8e GC32 Malcesine Cup
- 8e 35 Copa Del Rey
- 3e La Reserva de Sotogrande
- 5e Marseille One Design

### 2017
- 4e GC32 Riva Cup
- 5e GC32 Villasimius Cup
- 7e GC32 Copa Del Rey
- 3e GC32 Orezza Corsica Cup
- 6e GC32 Marseille One Design

### 2019 - MULTI 50 Primonial
- 8e sur 458 équipages de la Rolex Fastnet Race
- 3e de la Transat Jacques Vabre

### 2020
- 2e du Trophée des Multicoques - Baie de Saint-Brieuc
- 2e du Grand Prix de Brest

### 2021- MULTI 50 Primonial
- 2021 : vainqueur de la Transat Jacques Vabre[11]
- 2022 :
  - 3e de la Route du Rhum – Destination Guadeloupe en catégorie Ocean Fifty, en 11 jours, 3 heures, 37 minutes et 37 secondes ; 10e au classement général
  - 2e de la Drheam Cup
- 2023 : abandon sur la Transat Jacques Vabre
- 2024 : vainqueur de la Terre-Neuvas en équipage avec Matthieu Souben et Jean-Baptiste Gellee[14],[15]